# Старий Салтів
Стари́й Са́лтів — селище в Україні, центр Старосалтівської селищної громади Чугуївського району Харківської області.

## Географічне розташування
Селище Старий Салтів знаходиться на правому березі Печенізького водосховища (річка Сіверський Донець), через яке є дамба і міст.
Селище складається з двох частин, рознесених на 1 км і розділених великим лісовим масивом (дуб). Через селище проходить автомобільна дорога Т 2104 на Вовчанськ, за 2 км нижче за течією розташоване село Молодова.

## Назва
Назва села епонімно виходить від фольклорного слова тюркського походження «салтанъ»: султан, володар, цар. Саме тут, неподалік, на правому березі у ранньому середньовіччі знаходилося протомісто із місцем проживання та керування місцевістю ставлеником Хазарського каганату. Розкопки, розпочаті у 1900 році на правому березі Сіверського Дінця, виявили спочатку могильник, а пізніше селище та городище VIII-Х століть. Матеріали розкопок дали назву особливій салтівській культурі, залишеній  племенами аланів та протоболгар, що входили до складу поліетнічного племінного об’єднання — Хозарського каганату.

## Історичні відомості
Із Салтівською культурою пов'язують предків сучасних жителів Північного Кавказу та Дагестану. Серед давньосалтівського населення VIII-Х століть були навіть металурги-ремісники, які займалися видобутком і обробкою металів. Про це свідчать знахідки, знайдені неподалік від селища, розташованого біля села Старий Салтів, де були виявлені залишки сиродутного горна для отримання заліза. Він був виліплений з глини з великою домішкою піску і встановлений в неглибокій прямокутної ямі.

### Хозари, алани, скіфи
Знаходять тут і сліди трипільської культури, а також скіфів і хозар. Оскільки ці місця у VI столітті н. е. були основним північним форпостом Хазарського царства,  сюди везли данину хазарам з Києва і князівств Київської Русі.

### Заснування села
Село було засноване черкасами у 1705 році. Про це свідчить Грамота від 12 лютого 1705 року згідно з якою, за чолобитною Салтівського сотника Кирила Цесаренка, було наказано надати «вновь поселившимся в г. Салтове Черкасам, 670 человекам, земли в урочищах реки Гнилушки на другой стороне Донца по реке Бабке, на Ольховую пристань»

Південне село "Новий Салтів" на мапі 1730 року

### Ст. Салтів у XIX—XX столітті
За даними на 1864 рік у казенній слободі, центрі Старосалтівської волості Вовчанського повіту, мешкало 2544 особи (1254 чоловічої статі та 1290 — жіночої), налічувалось 448 дворових господарств, існували православна церква, винокурний та цегельний заводи, відбувалось 4 щорічних ярмарки.
Станом на 1914 рік кількість мешканців зросла до 6538 осіб.
Селище постраждало внаслідок геноциду українського народу, проведеного урядом СРСР в 1932—1933 роках, кількість встановлених жертв — 219 людей.
У 2000 році селищу присвоєно статус смт. У 2016 році було створено ОТГ із центром у смт.
12 червня 2020 року, відповідно до розпорядження Кабінету Міністрів України № 725-р «Про визначення адміністративних центрів та затвердження територій територіальних громад Харківської області», селище увійшло до складу  Старосалтівської селищної громади.
19 липня 2020 року в результаті адміністративно-територіальної реформи та ліквідації Вовчанського району увійшло до Чугуївського району.
30 листопада 2023 року начальник Старосалтівської селищної військової адміністрації Антон Палєй підписав розпорядження про перейменування вулиці 8 Березня на вулицю Квітуча, а вулицю Сибірська на вулицю Вербна.

### Російсько-українська війна
2 травня 2022 року Старий Салтів з боєм було звільнено з-під російської окупації. Однак російське командування наказало провести контратаку в спробі повернути контроль над утраченим населеним пунктом.
Населений пункт обороняли бійці окремої бригади територіальної оборони міста Харкова.
Російська група мала не менше трьох танків, сім бойових машин піхоти та декілька бронетранспортерів МТ-ЛБ (50°05′50.2″ пн. ш. 36°46′33.9″ сх. д. / 50.097278° пн. ш. 36.776083° сх. д.).
Бронетехніка та танк були знищені з гранатометів. Танк Т-90М «Прорыв» був знищений бійцями ЗСУ Харківського 227 батальйону 127-ї бригади ТРО гранатометом «Carl Gustaf». Від ураження російського танка відбулася детонація боєкомплекту, яка зірвала башту.
23 вересня 2024 року російськими військами було завдано удару з РСЗВ "Торнадо-С", внаслідок чого було пошкоджено службовий автомобіль та поранено трьох поліцейських, один з яких отримав важкі поранення.

## Економіка
- У Старому Салтові є молочно-товарна ферма, машинно-тракторні майстерні, сільгосптехніка.
- Лісництво.

## Пам'ятки
- Салтівський пташиний заповідник.
- Печенізьке водосховище.
- Салтівська дамба.
- Салтівський яхт-клуб.

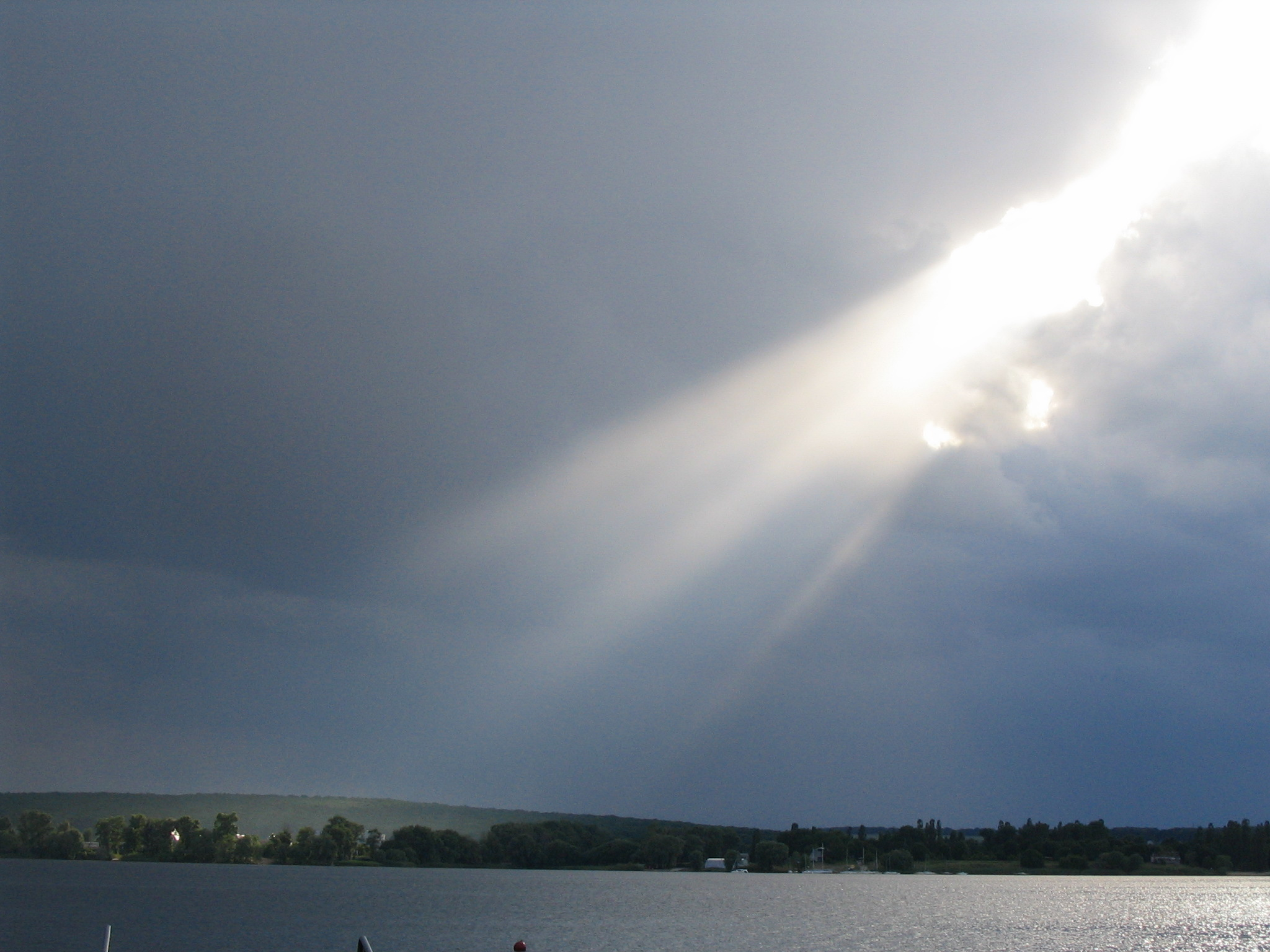
Печенізьке водосховище

- Братська могила радянських воїнів.
- Могила полковника Семенова Сергія Івановича, пам'ятка історії місцевого значення[16].

## Туризм
Салтівська культура є своєрідним брендом Харківської області, що притягає до себе все нових і нових шанувальників старовини. У ранньому середньовіччі неподалік від селища на березі Сіверського Дінця був протогород, де жили і управляли навколишньою територією ставленики Хазарського каганату. Величезне, за мірками того часу, салтівське городище площею бл. 120 гектарів, розташоване неподалік, в південній частині Верхнього Салтова, археологи вважають стародавнім містом Сарада. Городище, що було населене аланами, болгарами і хозарами, складається з фортеці і прилеглого до нього великого селища. З трьох сторін їх оточували земляні вали та рови, східний схил через велику крутизни був практично недоступний. могильники. 
Разом з могильниками VIII-Х століть, що розташовані по берегах ярів, городище належить до археологічних цінностей світового значення. За останні 120 років після перших розкопок археологи дослідили більше трьох сотень катакомбних та ямних поховань і кінських могил. Велика частина знахідок - кераміки, кінської збруї, зброї, прикрас - зберігається зараз у Музеї археології та етнографії Слобідської України при Харківському національному університеті ім. В. Н. Каразіна та в Харківському історичному музеї. 

### «Печенізьке море»
Водосховище, назване на честь стародавніх племен, які жили в цих краях, було створено в 1964 р. та заповнювалося водою кілька років. Його облаштували на місці невеликого водоймища — Кочетоцького водосховища. Зараз водна гладь цього штучного моря — улюблене місце відпочинку багатьох харків'ян. Оскільки Печенізьке водосховище розташоване поблизу селища Старий Салтів, то друга його назва — Салтівське море. 
Згідно Повісті временних літ, в 968 році печеніги вперше вторглися на Русь і взяли в облогу Київ. Князь Святослав у цей час воював проти Болгарського царства, але повернувся, дізнавшись про лихо в столиці, і прогнав завойовників.
Протяжність «Печенізького моря» від гирла річки Стариці, що впадає в Сіверський Донець, до греблі біля села Печеніги — 70 кілометрів. Ширина штучного моря в окремих місцях три кілометри, глибина місцями досягає 20 метрів. Площа водної поверхні — понад 86 квадратних кілометрів, а ємність — понад 500 мільйонів кубометрів. Водосховище зайняло заплавну і частково піщану тераси. У величезній чаші води утворилася своєрідна берегова лінія. Західний берег крутий, порослий листяним лісом, східний — низький, з переважанням соснових лісів. Взимку водосховище промерзає на глибину до 40 сантиметрів.
На мальовничих берегах Салтівського моря розташовано безліч великих санаторіїв і будинків відпочинку. Колишні бази відпочинку заводів ім. Малишева, «Комунар», «Серп і молот», підприємства «Міськелектротранс» і Харківського державного авіаційного підприємства зараз перейшли у приватну власність. Працює п'ять яхт-клубів (перший і основний — «Фрегат» ЗТМ ім. Малишева, відкритий наприкінці 1960-х років), є кілька пляжів по обох берегах водосховища.

## Цікаві факти
Топонімічна назва «Старий Салтів» історично невірна. Старим якраз є просто село Салтів, званий зараз Верхній Салтів. Він як мінімум на 550 (з урахуванням аланского поселення — більш ніж на 900 років) древніший як населений пункт, ніж заснований тільки у XVIII столітті новий Салтів, наразі званий Старим[джерело?].

## Галерея

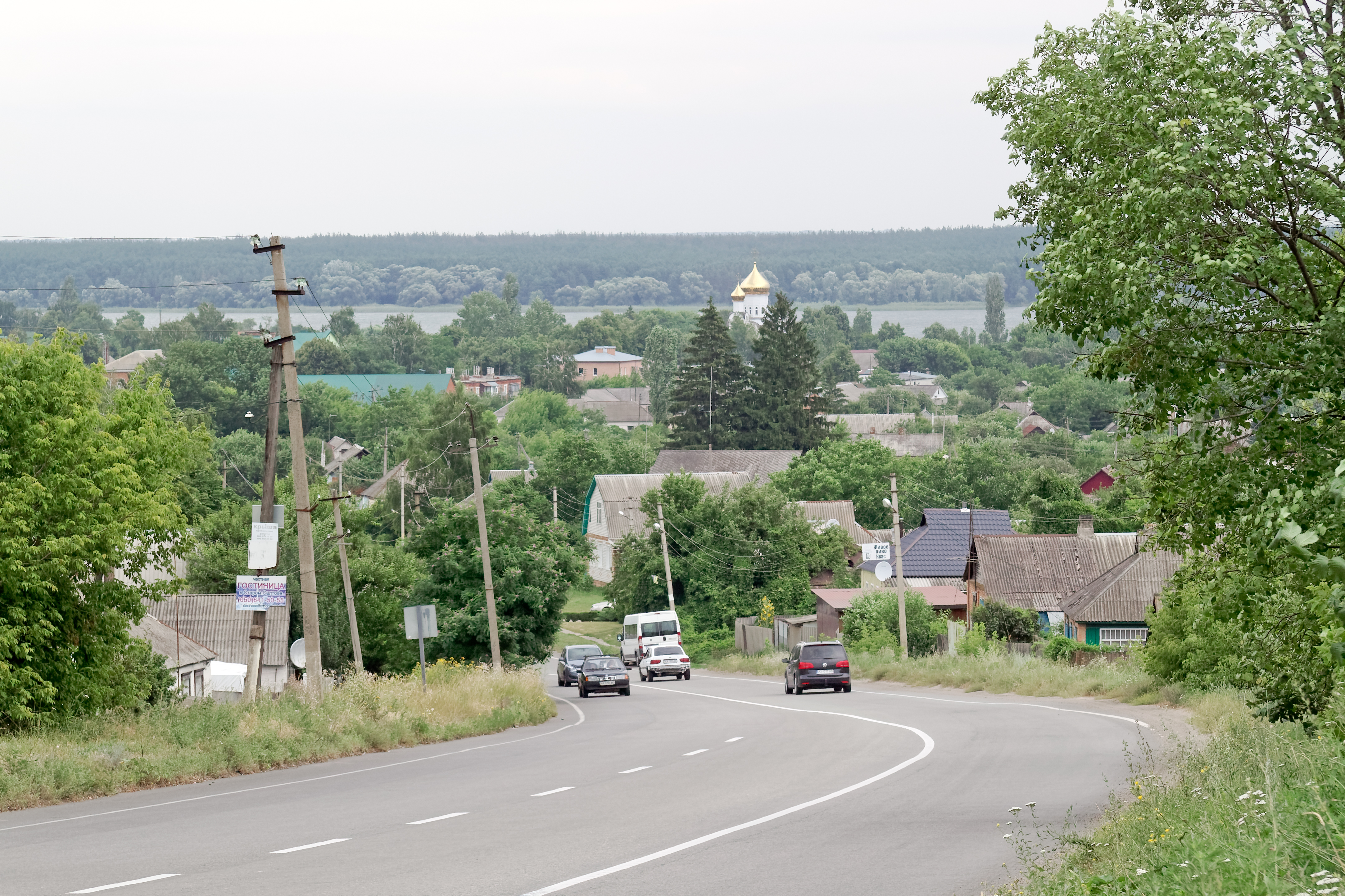
Селище Старий Салтів.
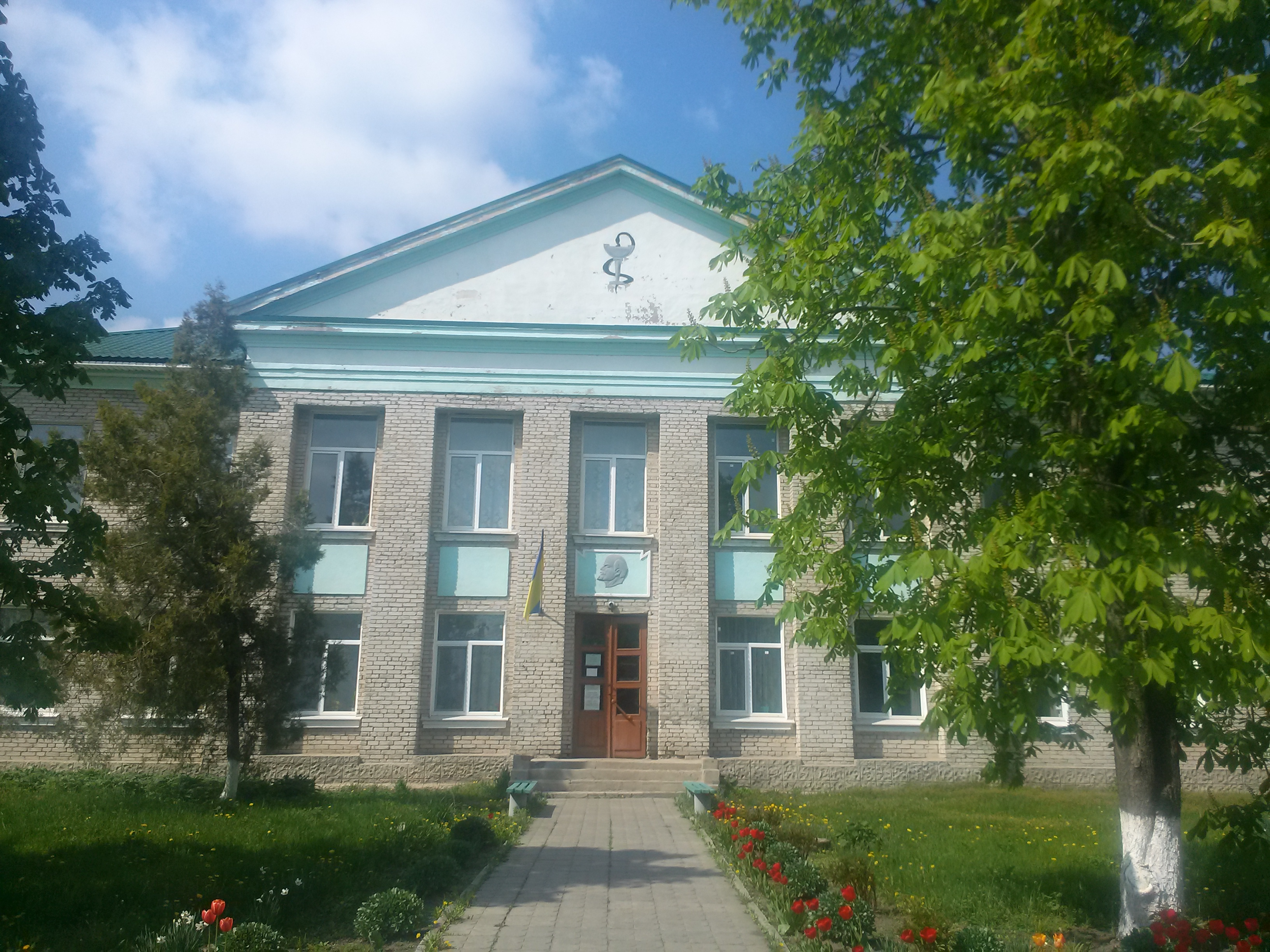
Амбулаторія загальної практики сімейної медицини смт Старий Салтів №1.
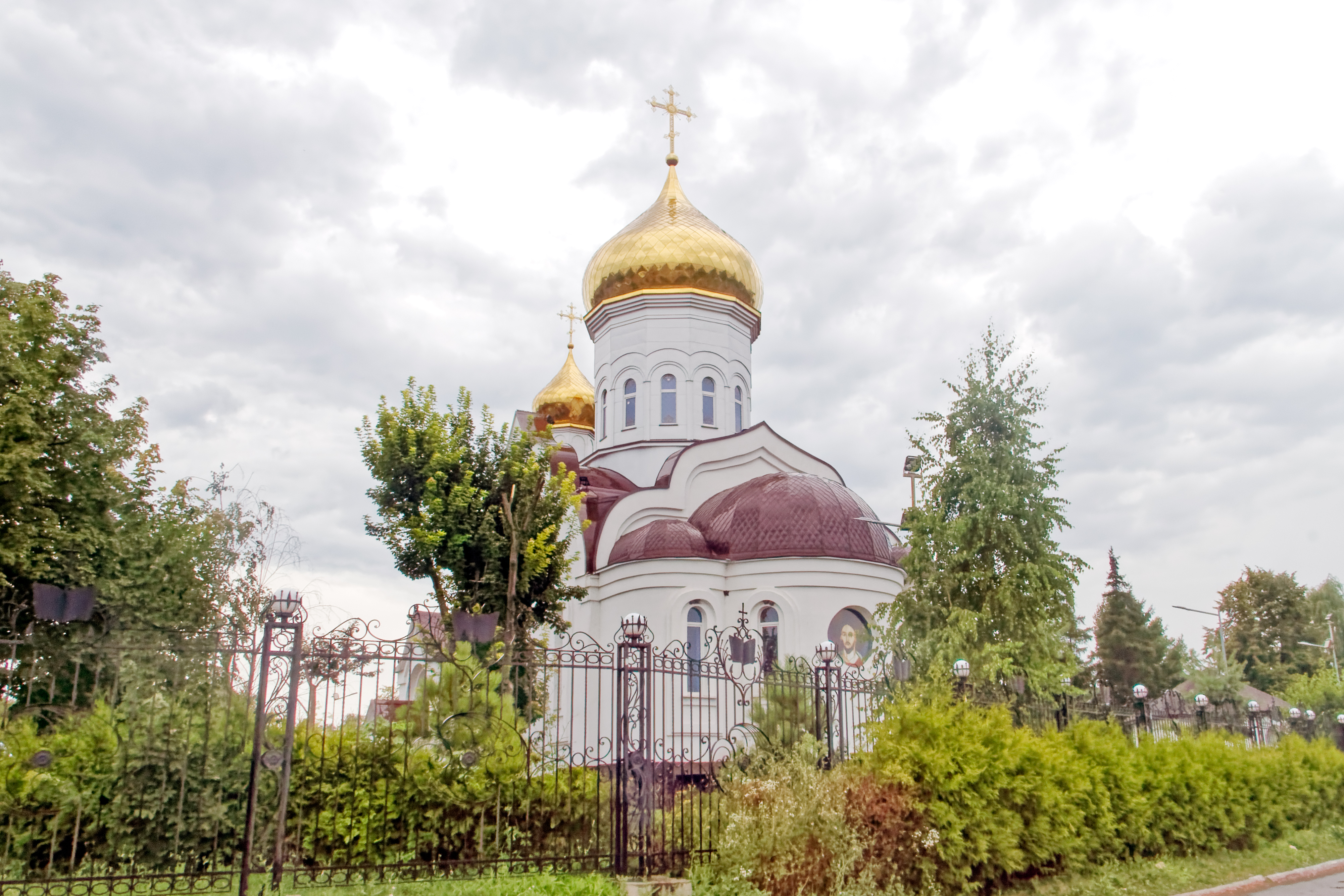
Храм Святих Мучениць Віри, Надії, Любові та матері їх Софії, смт Старий Салтів, 2021 р..
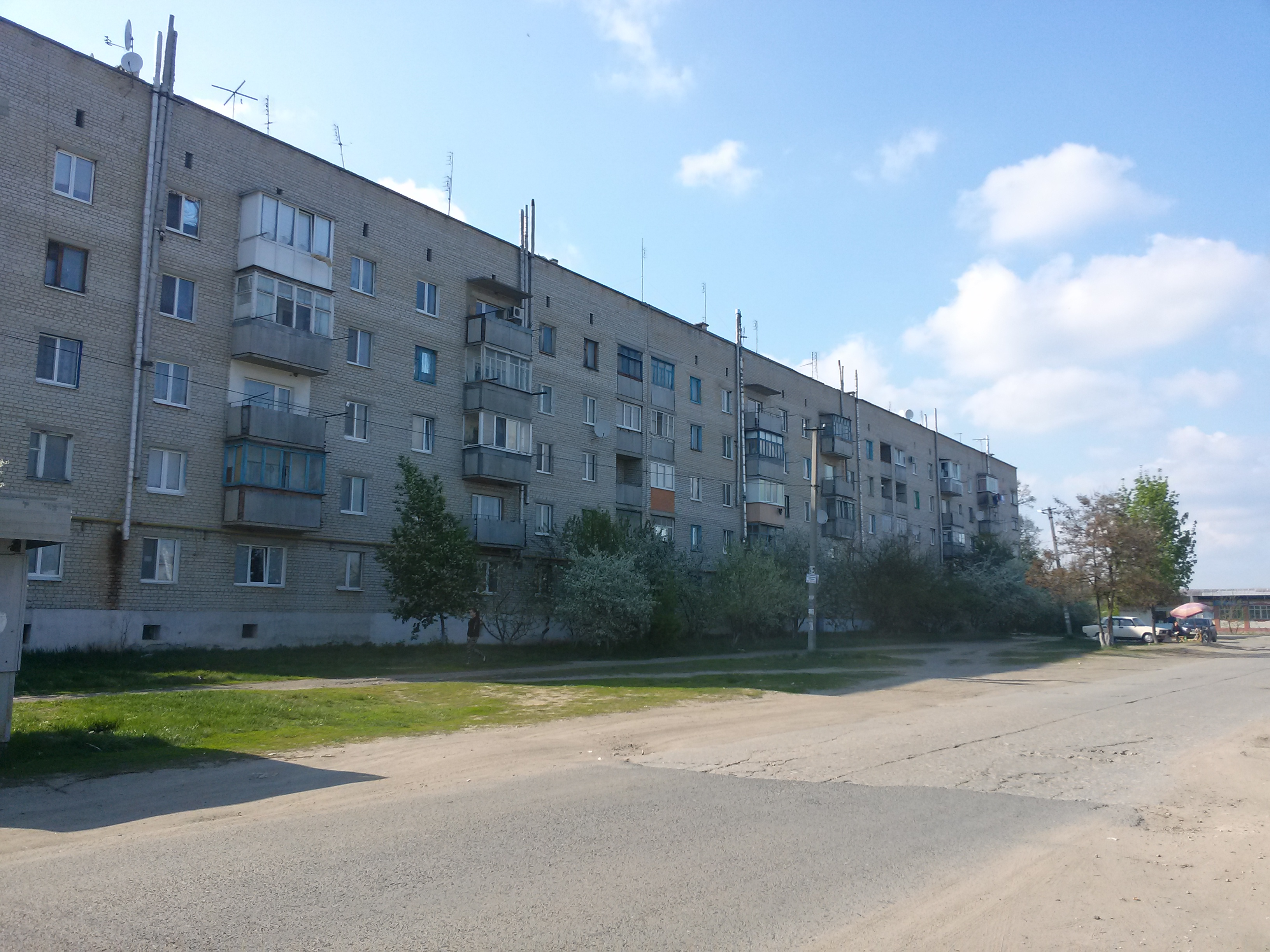
Міська забудова по вулиці Жовтневій.
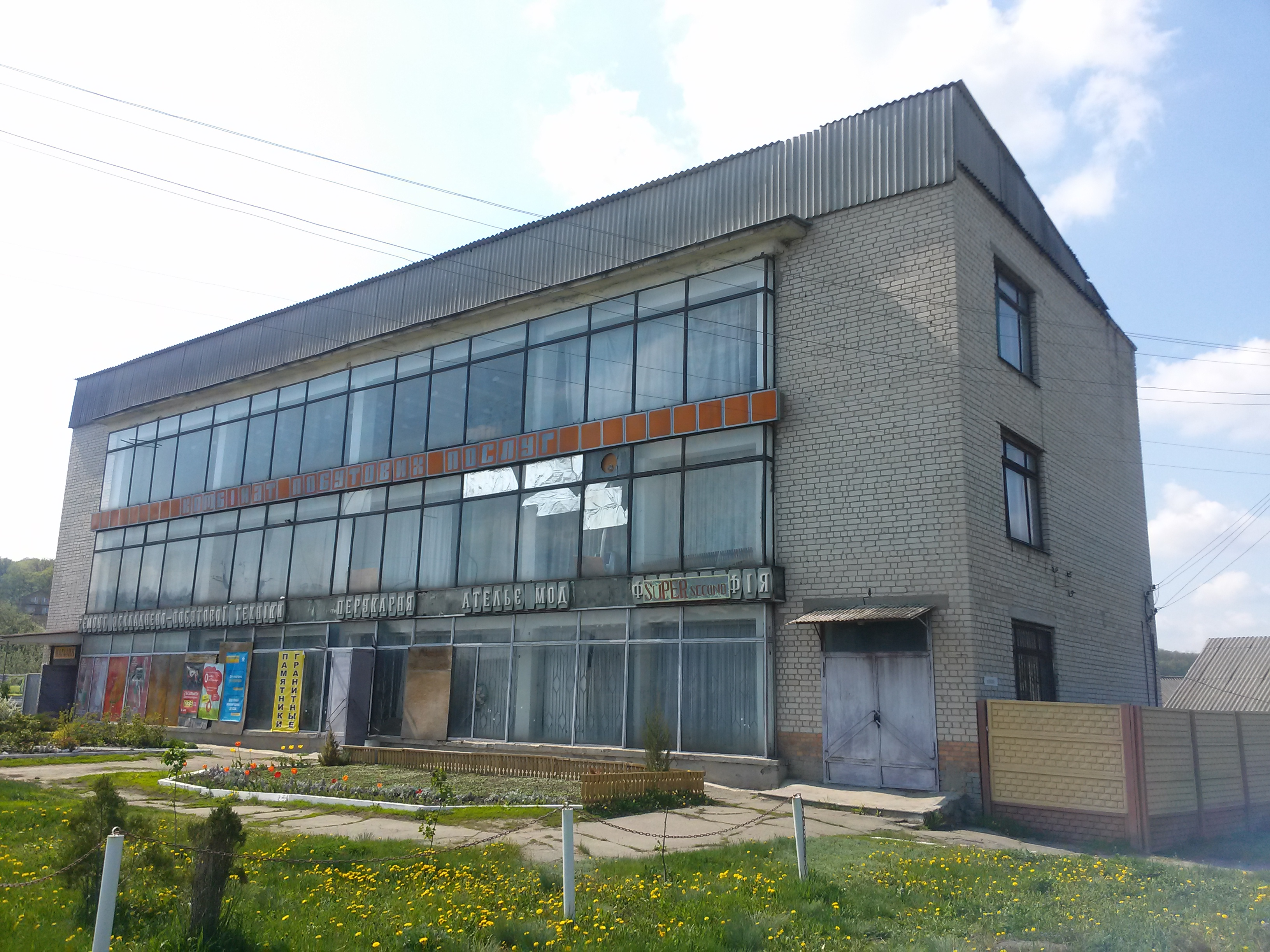
Будинок побуту у Старому Салтові (вид збоку)
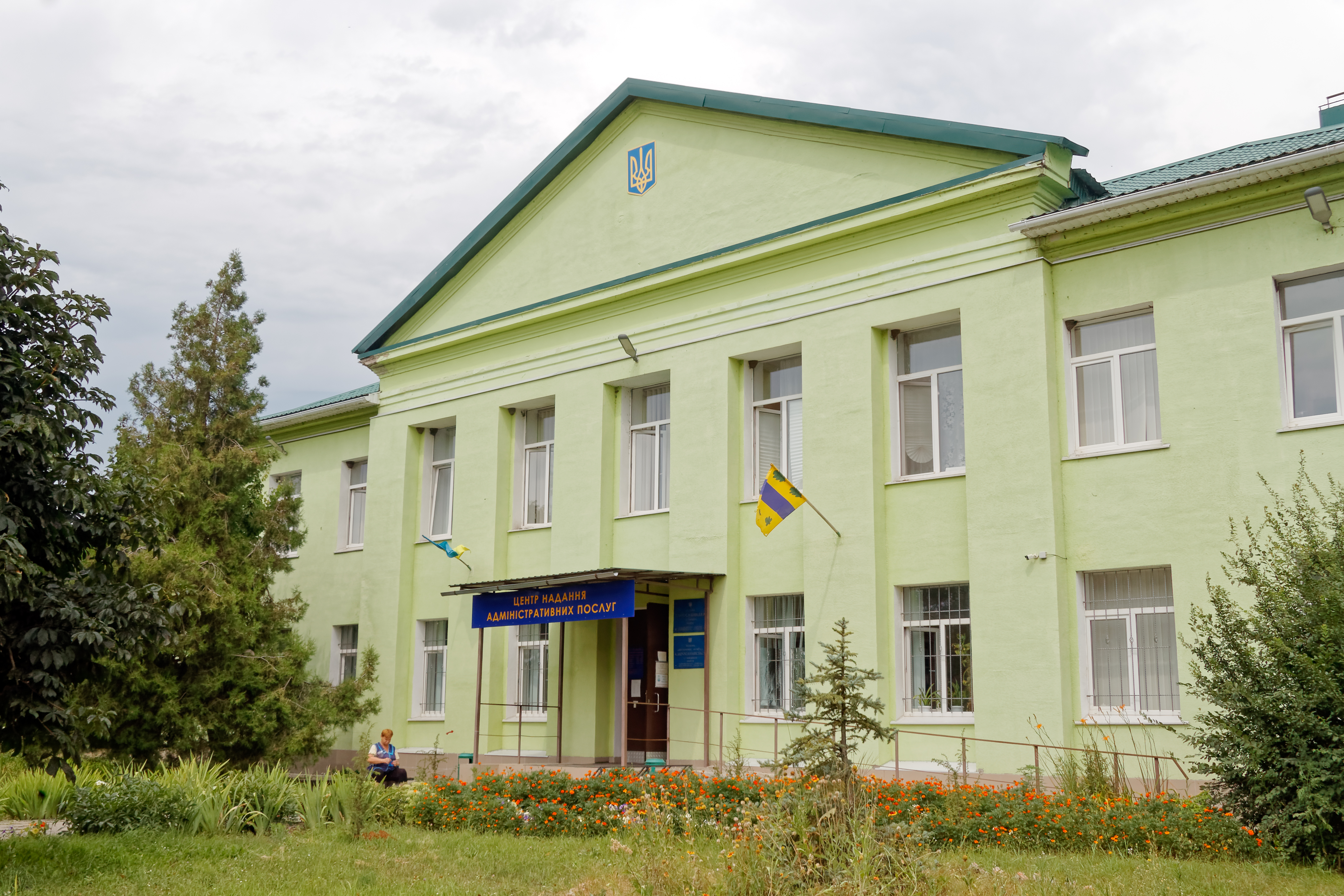
Старосалтівська селищна рада.
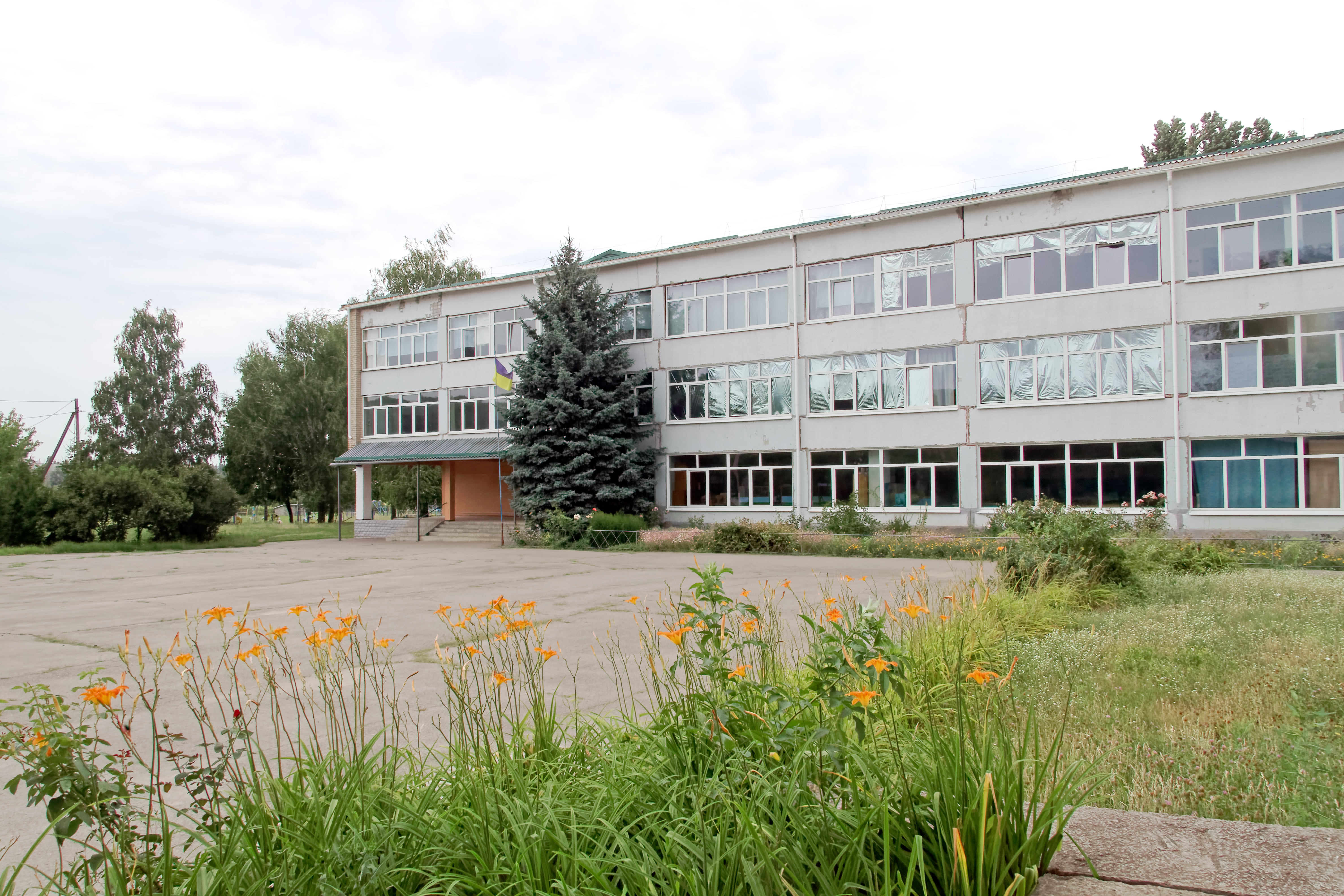
Старосалтівська загальноосвітня школа I-III ступенів імені Героя Радянського Союзу О.М. Щербака. Новий корпус.
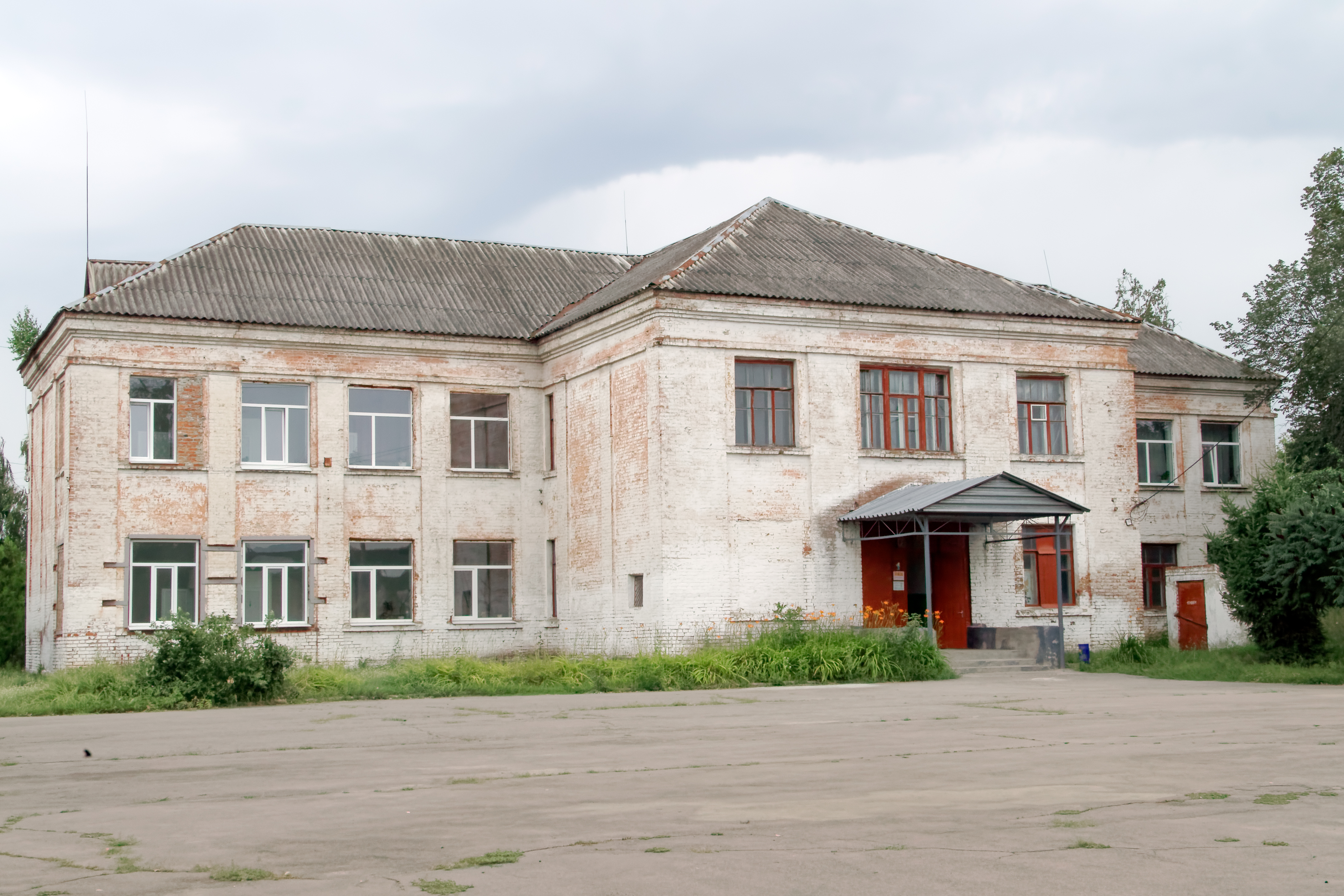
Старосалтівська загальноосвітня школа I-III ступенів імені Героя Радянського Союзу О.М. Щербака. Старий корпус.
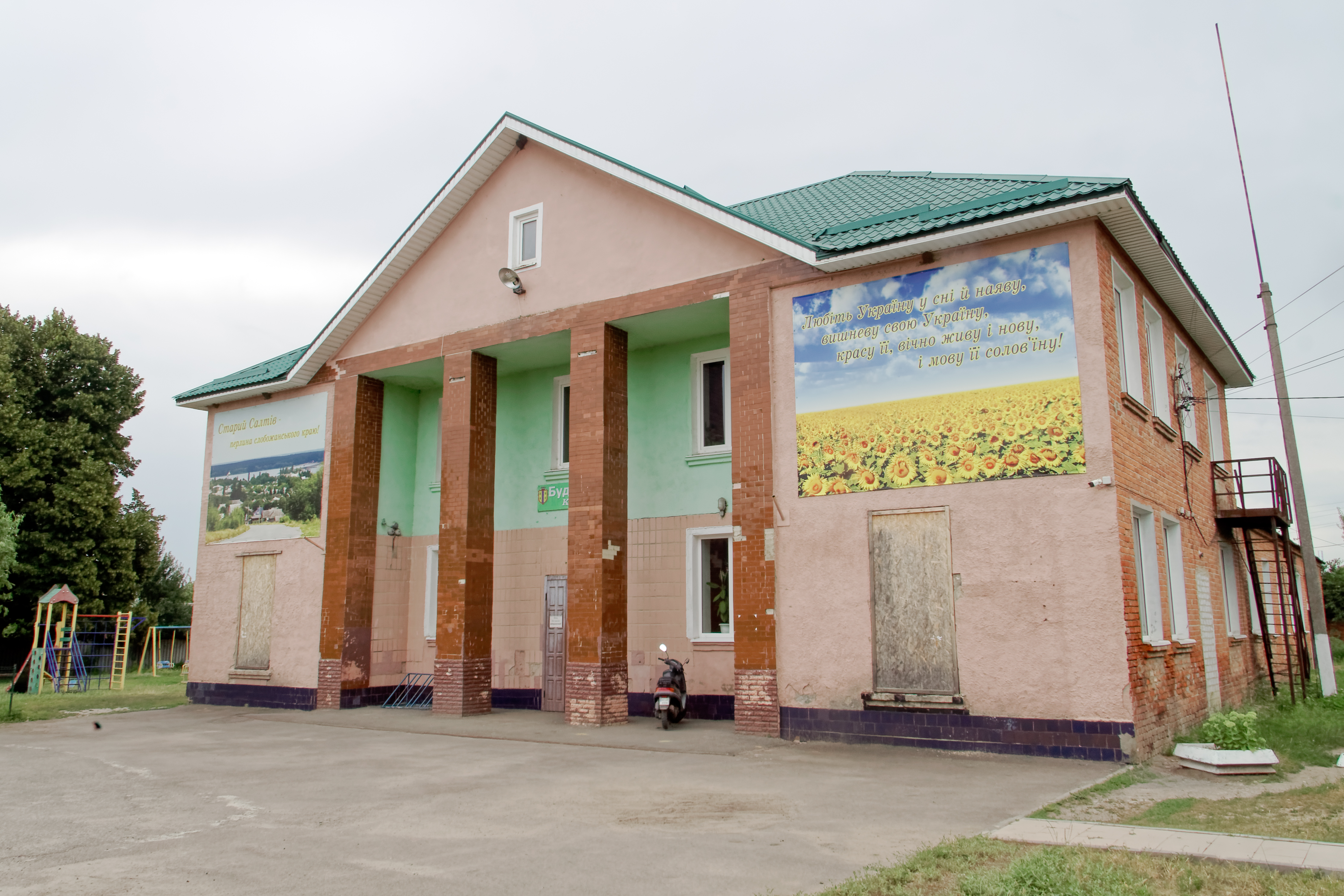
Старосталтівський будинок культури.
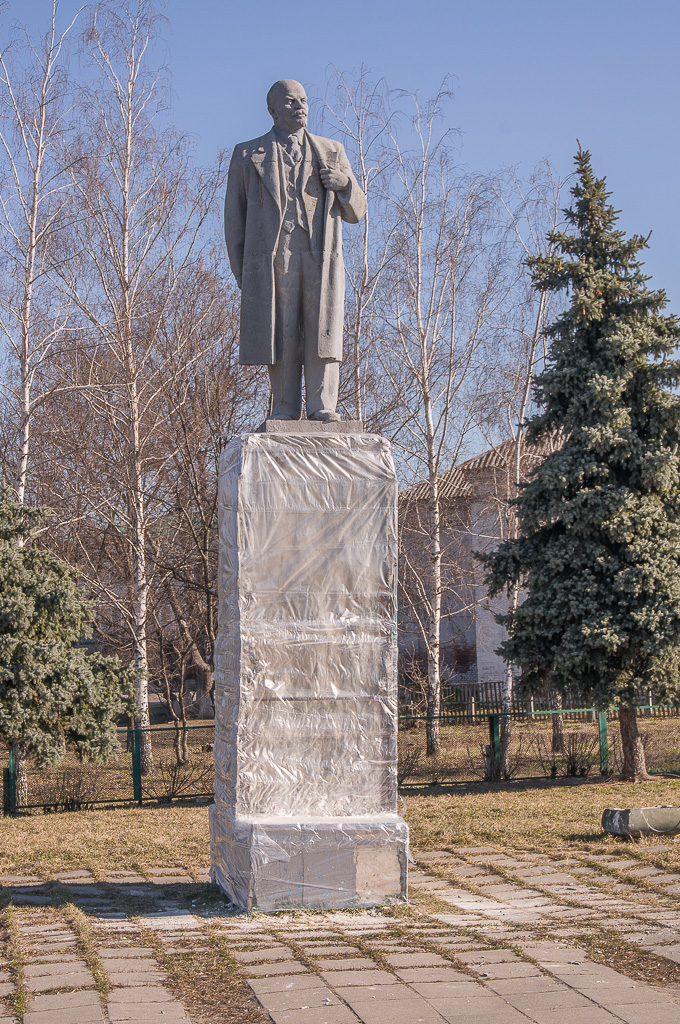
Пам'ятник Леніну В.І. (демонтовано 17.09.2014 р.)

## Люди
- Бондаренко Людмила Михайлівна (1927—1999) — українська актриса.
- Булавін Опанас Абакумович (бл.1635 — до 1709) — салтівський рейтар з дітей боярських (1659—1686), станічний отаман у Трьохізбенці.
- Булавін Кіндрат Опанасович (1667–1708) — бахмутський отаман (1703—1707), керівник козацького повстання на Дону проти царського уряду (1707–1708).
- Євсеєв Іван Федорович (1912–1973) — дослідник історії східноєвропейських країн, доктор історичних наук. (1966).
- Лобанов Олександр Васильович (1969–1987) — радянський військовик, учасник афганської війни.
- Носик Олексій Олександрович (1995 — 2016) — старший солдат Збройних сил України, учасник російсько-української війни[19].